# 下菲施巴赫
下菲施巴赫是德国莱茵兰-普法尔茨州的一个市镇。总面积14.48平方公里，总人口4648人，其中男性2360人，女性2288人（2011年12月31日），人口密度321人/平方公里。